# Francisco Javier Chica

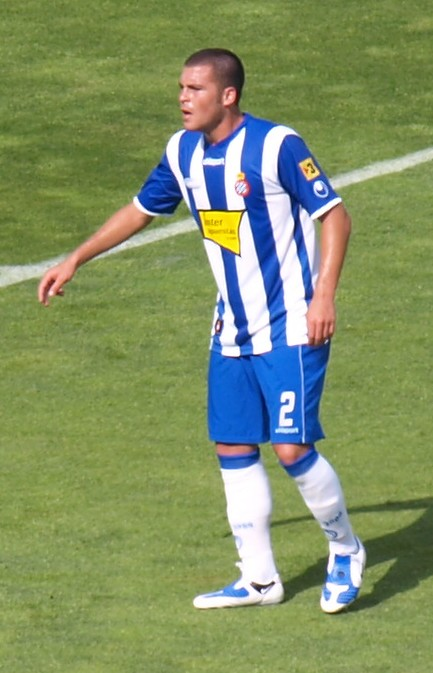
Chica als speler van Espanyol

Francisco Javier Chica Torres (Barcelona, 17 mei 1985) is een Spaans profvoetballer. Hij speelt sinds 2006 als verdediger bij RCD Espanyol.

## Clubvoetbal
Chica speelde in de jeugdopleiding van RCD Espanyol en het tweede elftal van de club. Hij maakte op 15 oktober 2006 tegen Villarreal CF zijn competitiedebuut in het eerste elftal.

## Nationaal elftal
Chica speelde nog nooit voor het Spaans nationaal elftal. Wel behoorde hij in 2005 tot de selectie voor het WK Onder-20. Verder speelde de verdediger in het Catalaans elftal. Zijn debuut maakte Chica in december 2007 tegen Baskenland.